# Lađevci (Kraljevo)
Pour les articles homonymes, voir Lađevci.
Lađevci (en serbe cyrillique : Лађевци) est une localité de Serbie située sur le territoire de la ville de Kraljevo, district de Raška. Au recensement de 2011, elle comptait 1 075 habitants.
Lađevci est officiellement classé parmi les villages de Serbie.

## Démographie

### Évolution historique de la population
| 1948  | 1953  | 1961  | 1971  | 1981  | 1991  | 2002  | 2011  |
| ----- | ----- | ----- | ----- | ----- | ----- | ----- | ----- |
| 1 988 | 1 961 | 1 862 | 1 681 | 1 540 | 1 418 | 1 258 | 1 075 |

|  |